# 荒尾市営電気鉄道
荒尾市営電気鉄道（あらおしえいでんきてつどう、通称 荒尾市電）は、かつて荒尾市交通部（後の荒尾市交通局）が運営し、熊本県荒尾市の荒尾駅から緑ヶ丘駅までを結んでいた鉄道路線である。
1940年（昭和15年）に旧日本陸軍が国鉄万田駅（現・荒尾駅）と荒尾市緑ヶ丘地区の軍事施設の間に建設した専用鉄道を、戦後の1949年（昭和24年）に通勤通学路線として再生し開業したが、施設の老朽化や累積赤字などの問題により1964年（昭和39年）に廃止された。
荒尾市電の荒尾駅は、国鉄荒尾駅の大牟田駅方面の東側裏手（現在の国道208号線方面寄り）にあり、国鉄駅とは多少距離があった。

## 路線データ

荒尾市電の営業当時の線路（左上が荒尾駅、そこから徐々に左下へ伸び、画像下で大きくカーブしているのが当時の線路）。画像上方には三池鉄道玉名線の線路も見える。

- 路線距離（営業キロ）：5.1km
- 軌間：1067mm
- 駅数：10駅（起終点駅含む）
- 複線区間：なし（全線単線）
- 電化区間：全線（直流500V）

## 運行形態
廃止直前は40 - 50分間隔のダイヤで、22往復の本数があった。

## 歴史
- 1949年（昭和24年）3月1日 境崎 - 増永（後の揚増永）間開業
- 1950年（昭和25年）
  - 6月20日 増永 - 緑ヶ丘（仮）間開業
  - 12月21日 荒尾 - 境崎間開業、緑ヶ丘（仮）- 緑ヶ丘延伸開業認可
- 1964年（昭和39年）10月1日 荒尾 - 緑ヶ丘間全線廃止

## 駅一覧
廃止時点
荒尾駅 - 境崎駅 - 小田峯駅 - 宮内駅（くない） - 本村駅 - 揚増永駅 - 水源地前駅 - シオン園前駅 - 新生区駅 - 緑ヶ丘駅

## 接続路線
呼称は営業当時
- 荒尾駅：国鉄鹿児島本線

## 輸送実績
| 年度 | 輸送人員（人） | 貨物量（トン） |
| ---- | -------------- | -------------- |
| 1949 | 583,995        | -              |
| 1952 | 907,917        | 5,540          |
| 1958 | 947千          | 2,072          |
| 1963 | 1,325千        | 3,475          |

- 地方鉄道軌道統計年報、私鉄統計年報各年度版

## 車両
開業当初は熊本電気鉄道から電車2両を譲り受け、元の番号と同じ15・16の番号で使用開始した。この2両はもともと名古屋鉄道のモ45形で、1912年名古屋電車製作所製の木造2軸車であった。1949年（昭和24年）2月に熊本電鉄で使用開始されたのち、すぐに荒尾市に再譲渡されている。
1951年（昭和26年）には広瀬車両で製造された新製車17と、水間鉄道のモハ106（1940年木南車輌製）を譲り受けた101に置き換えられ、以後廃止までこの2両が使用された。

## 廃線後の状況
荒尾 - 小田峯間は市道に、小田峯 - 本村間は自転車歩行者専用道に、本村 - 緑ヶ丘間は一般道路の歩道にそれぞれ転用されている。また、途中の浦川に架かる竹下橋梁は数少ない遺構である。